# Mikołaj Zebrzydowski
Mikołaj Zebrzydowski (1553 – 17 tháng 6 năm 1620) là tỉnh trưởng của Lublin từ năm 1589, Marszałek từ năm 1596 đến 1600, Thống tướng Tòa án Vương miện từ năm 1595 và tỉnh trưởng của Kraków từ năm 1601. Ông được biết đến vì cuộc nổi loạn chống lại vua Sigismund III Vasa, nhưng cuộc nổi loạn đó thất bại vào năm 1608. Sau khi cuộc nổi loạn không thành công, ông tài trợ cho việc khởi tạo Kalwaria Zebrzydowska - một trong những nơi hành hương quan trọng nhất của Ba Lan.

## Tiểu sử

### Đầu đời
Zebrzydowski được sinh ra ở Kraków vào năm 1553 trong một gia đình có sức ảnh hưởng lớn vào cuối thế kỷ 16. Ông của ông, Jan Zebrzydowski là một rotmistrz hoàng gia. Cha của ông, Florian là một người cai quản lâu đài ở Oświęcim và Lublin. Từ năm 1565 đến 1569, ông học ở một trường đại học ở Braniewo. Vợ của ông qua đời vào năm 1610.

### Chính trị
Ông tham gia nổi loạn Danzig (1577) và chống lại Sa quốc Nga. Ông trở thành nghị sĩ Quốc hội đại diện cho Lubelskie. Trong cuộc bầu cử Hoàng gia năm 1587, ông ủng hộ Sigismund III Vasa và giúp đỡ đảng phái của Vasa trong chiến tranh Habsburg-Ba Lan về tài chính. Sau chiến tranh, ông được chức danh voivoda của Lublin. Vào năm 1595, ông tham gia đột kích của Jan Zamoyski vào Moldova và vào năm 1601, ông được chức danh voivoda của Kraków. Sau cái chết của Jan Zamoyski, ông phản đối các hành động của vua Sigismund để tăng cường quyền lực hoàng gia và làm yếu đi quý tộc.

### Nổi loạn
Sự phản đối đến vua Sigismund đã dẫn đến một cuộc nổi loạn được đặt tên theo ông, kéo dài từ năm 1606 đến 1608.